# نيو بالتز (نيويورك)
نيو بالتز (بالإنجليزية: New Paltz, New York) هي بلدة أمريكية وبلدة تقع في الولايات المتحدة في نيويورك (ولاية). يقدر عدد سكانها بـ 14,003 نسمة .

## أعلام
- هيلين ريكس كيلر
- كونستانس مابل وينشل
- هابي أندرسون